# إميلي موريسمو
إميلي موريسمو (بالفرنسية: Amélie Mauresmo)‏ هي لاعبة كرة مضرب فرنسية ولدت يوم 5 جويلية 1979. بدأت بلعب التنس منذ سن الرابعة وعرفت لدى جمهور التنس عندما وصلت إلى نهائي بطولة أستراليا المفتوحة وخسرت في النهائي أمام مارتينا هينغيز. في سنة 2000 أصبحت من العشر الأوائل في الترتيب العاليم للاعبات التنس. في سنة 2004 أصبحت أول فرنس تصنف أولى عالميا حسب ترتيب "WTA Tour".

## وصلة خارجية
- إميلي موريسمو على موقع IMDb (الإنجليزية)
- إميلي موريسمو على موقع الموسوعة البريطانية (الإنجليزية)
- إميلي موريسمو على موقع ألو سيني (الفرنسية)
- إميلي موريسمو على موقع إن إن دي بي (الإنجليزية)
- إميلي موريسمو على موقع رابطة محترفات التنس (الإنجليزية)
- إميلي موريسمو على موقع الاتحاد الدولي لكرة المضرب (الإنجليزية)
- إميلي موريسمو على موقع كأس بيلي جين كينغ (الإنجليزية)
- إميلي موريسمو على موقع قاعة مشاهير كرة المضرب الدولية (الإنجليزية)
- إميلي موريسمو على موقع بطولة ويمبلدون (الإنجليزية)
- إميلي موريسمو على موقع خلاصة التنس.كوم (الإنجليزية)
- إميلي موريسمو على موقع إي إس بي إن.كوم (الإنجليزية)
- إميلي موريسمو على موقع اللجنة الأولمبية الدولية (الإنجليزية)
- إميلي موريسمو على موقع أوليمبيديا (الإنجليزية)

- الموقع الرسمي